# Carlo Porto
Carlyle Oliveira Porto (Governador Valadares, 5 de setembro de 1981), ou simplesmente Carlo Porto, é um ator brasileiro mais conhecido por interpretar Gustavo Lários em Carinha de Anjo, Adão em Gênesis, Saul em Reis e Xerxes I em A Rainha da Pérsia.

## Biografia
Carlo mudou-se com a família, aos 15 anos, para Salvador e com 23 foi morar em São Paulo, onde vive atualmente. Ele também já atuou como modelo e estampou várias revistas de moda e campanhas publicitárias.
A sua estreia na Televisão foi na Rede Globo, em 2008, quando fez uma participação especial na série Casos e Acasos, como Eliseu.
Também já fez participações especiais na novela Caras e Bocas (2009) e na série A Vida Alheia (2010). Viveu o personagem Vitorio Emanuele na novela Passione, em 2010, Nikko em Salve Jorge, que foi ao ar em 2013, e Dr. Eduardo Tavares em Alto Astral.
Em 2016 Carlo Porto, ganhou o papel de protagonista adulto em Carinha de Anjo, novela do SBT. Na trama, vive o personagem Gustavo Lários um homem traumatizado com o fatal acidente de Tereza, (Lucero) seu grande amor, então decide manter a filha em um internato e sob os cuidados da prima Estefânia (Priscila Sol).
Em 2018, participou da série Onde Nascem os Fortes interpretando o personagem Cecílio, affair de Rosinete, vivida por Débora Bloch. No mesmo ano alavanca sua carreira internacional, com estreia na novela portuguesa Alma e Coração onde interpreta Luís Carvalhais.
Em 2019, foi escalado para interpretar o protagonista Adão na novela Gênesis, uma trama bíblica da Record TV exibida em 2021. A novela começou a ser gravada em outubro de 2019 e conta toda a história do começo dos tempos segundo a bíblia, com Adão e Eva (Juliana Boller) sendo expulsos do paraíso, dilúvio e o conflito entre Caim e Abel. Em 2022, interpretou o protagonista Saul na série Reis durante cinco temporadas, também da Record TV. Seu trabalho mais recente foi em 2024, quando interpretou rei Xerxes na minissérie A Rainha da Pérsia, ao lado de Nathalia Florentino.
Foi casado com a cantora paraense Liah Soares, com quem teve uma filha, Maria Liz.

## Filmografia

### Televisão
| Ano       | Título                                | Personagem                | Notas                                        | Ref.  |
| --------- | ------------------------------------- | ------------------------- | -------------------------------------------- | ----- |
| 2008      | Casos e Acasos                        | Eliseu                    | Episódio: "Ele é Ela, Ela é Ele e Ela ou Eu" |       |
| 2009      | Caras e Bocas                         | Leo                       | Episódios: "28 de agosto–1 de setembro"      |       |
| 2009      | Malhação                              | Adônis                    |                                              |       |
| 2010      | A Vida Alheia                         | Tadeu Bertini             | Episódio: "Manchas do Passado"               |       |
| 2010      | Passione                              | Vittorio Emmanuele Gibini | Episódios: "5–6 de julho"                    | [ 4 ] |
| 2010      | Dalva e Herivelto: uma Canção de Amor | Antoninho                 | Episódios: "5–6 de janeiro"                  |       |
| 2011      | Lara com Z                            | Alexandre Viana           |                                              |       |
| 2011      | Insensato Coração                     | Miguel                    | Episódio: "6 de agosto"                      |       |
| 2012      | Aquele Beijo                          | Eduardo                   | Episódios: "10–12 de janeiro                 |       |
| 2012      | Salve Jorge                           | Nikko                     |                                              |       |
| 2014      | Alto Astral                           | Dr. Eduardo Tavares       |                                              | [ 5 ] |
| 2016      | O Negócio                             | Rick                      | Episódio: "Reserva de Mercado"               |       |
| 2016      | Máquina da Fama                       | Ele mesmo                 | Episódio: "21 de novembro"                   | [ 6 ] |
| 2016–2018 | Carinha de Anjo                       | Gustavo Lários            |                                              | [ 1 ] |
| 2017      | Bake Off SBT                          | Participante              | Temporada 1                                  |       |
| 2018      | Onde Nascem os Fortes                 | Cecílio                   | Episódio: "4 de julho"                       |       |
| 2018      | Alma e Coração                        | Luís Carvalhais           |                                              |       |
| 2021      | Gênesis                               | Adão                      | Fase: "Jardim do Éden"                       |       |
| 2022      | Reis                                  | Saul, Rei de Israel       |                                              |       |
| 2024      | A Rainha da Pérsia                    | Xerxes I, Rei da Pérsia   |                                              |       |
| 2025      | A Caverna Encantada                   | Alberto Albuquerque       | Episódio: "6 de junho"                       | [ 7 ] |

### Cinema
| Ano  | Título                                     | Personagem |
| ---- | ------------------------------------------ | ---------- |
| 2018 | Finding Josef                              | —          |
| 2010 | Kabbalah                                   | Namorado   |
| 2009 | Os Normais 2: A Noite Mais Maluca de Todas | —          |

### Internet
| Ano  | Título    | Personagem |
| ---- | --------- | ---------- |
| 2013 | Positivos | Hernandes  |

## Prêmios e indicações
| Ano  | Prêmio                       | Categoria   | Trabalho indicado | Resultado |
| ---- | ---------------------------- | ----------- | ----------------- | --------- |
| 2017 | Troféu Internet              | Melhor Ator | Carinha de Anjo   | Indicado  |
| 2018 | Troféu Internet              | Melhor Ator | Carinha de Anjo   | Indicado  |
| 2018 | Prêmio Jovem Brasileiro 2018 | Melhor Ator | Carinha de Anjo   | Indicado  |